# Carl Ludwig Nottebohm

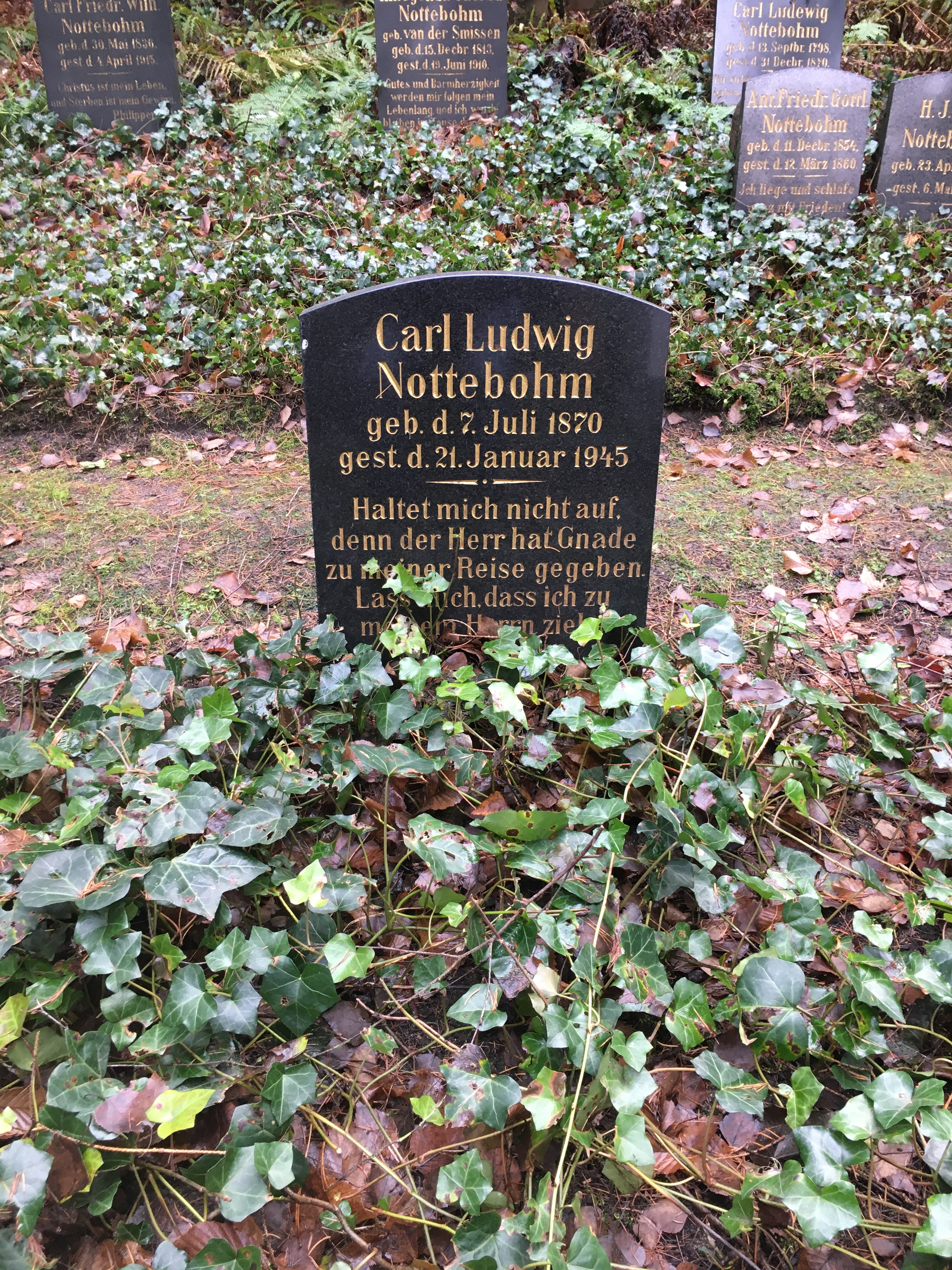
Grabstätte Carl Ludwig Nottebohm auf dem Friedhof Ohlsdorf

Carl Ludwig Nottebohm (* 7. Juli 1870 in Hamburg; † 21. Januar 1945 ebenda) war ein deutscher Kaufmann,
Bankier und von 1931 bis 1933 Präses der Handelskammer Hamburg.

## Familie
Die Hamburger Familie Nottebohm stammt von Abraham Nottebohm (1748–1814) aus Lippstadt ab. Dessen Sohn Carl L. Nottebohm (1798–1870) kam 1819 nach Hamburg und gründete 1822 dort die Firma Nottebohm und Co., die zunächst hauptsächlich westfälisches Leinen nach Südamerika und Kolonialwaren von Mittel- und Südamerika insbesondere nach Skandinavien und Russland vertrieb. Da hierzu auch umfangreiche Kredit-, Diskont- und Versicherungsgeschäfte getätigt wurden, fungierte das Unternehmen auch als Merchant Banker, also als Handelsbank.
Carl Ludwig Nottebohm kam als ältestes von acht Kindern des Carl Friedrich Wilhelm Nottebohm (* 1836; † 4. April 1915 in Hamburg), der 1860 in das Geschäft seines Vaters eingetreten war, und seiner ihm 1869 angetrauten Frau Sara Maria Elise, geborene Weber (1851–1945) zur Welt. Sein Onkel war der evangelische Geistliche, Domprediger sowie Oberkonsistorialrat  und Breslauer Generalsuperintendent Theodor Adolf Nottebohm (1850–1931). Der Neffe informierte in einer als Zeitungsanzeige veröffentlichten Danksagung im Namen der Hinterbliebenen über die Vielzahl der Anwesenden bei der Beisetzung des Generalsuperintendenten D. Theodor A. Nottebohm sowie der Blumenspenden und eingetroffenen Beileidsbriefe.
C. L. Nottebohm ruht in der Familiengrabstätte Nottebohm/Weber auf dem Friedhof Ohlsdorf im Planquadrat Z 12/AA 12 an der Norderstraße.

## Berufliche Stationen
Der Familientradition folgend absolvierte Nottebohm zunächst eine kaufmännische Lehre, volontierte dann ein Jahr in Antwerpen und schloss seine weitere Ausbildung bei Frederic Huth & Co in London ab. Der Einstieg ins Berufsleben erfolgte 1893 beim Handelshaus G.Amsinck & Co des befreundeten Hamburger Kaufmanns Gustav Amsincks in New York City, von wo aus er 1894  Guatemala bereiste, um dort Nachforschungen über eine ausgebliebene Edelholzlieferung an die elterliche Firma anzustellen. Dort erkannte Nottebohm jedoch die Chancen, die im Kaffeegeschäft lagen, siedelte im selben Jahr nach Guatemala über und stieg mit seinem Freund Oscar Thiel in den Kaffeehandel in Form einer Beteiligung an der Vorfinanzierung der Ernte ein. Aufgrund erster Erfolge erhielt er am 8. April 1896 auch die Prokura der elterlichen Firma in Hamburg, die sich nun ebenfalls im Kaffeehandel engagierte, so dass in den Folgejahren drei seiner jüngeren Brüder nach Guatemala übersiedelten und in das Geschäft einstiegen – Johannes 1898, Arthur 1903 und Friedrich 1905. Nachdem Nottebohm 1902 das Hamburger Bürgerrecht erworben hatte, gründete er 1906 mit seinen Brüdern zur Absicherung der Geschäfte in Guatemala die Firma Nottebohm Hermanos.
1907 wurde er neben seinem Vater Miteigentümer des Familienunternehmens Nottebohm & Co und siedelte nach Hamburg über. Das Hamburger Haupthaus finanzierte nun die Kaffee-Ernte vor, während Nottebohn Hermanos in beträchtlichem Umfang Plantagen in Guatemala erwarb und die Ernte nach Hamburg lieferte. Als nach Ende des Ersten Weltkrieges im Februar 1919 die Firma in Guatemala enteignet wurde, gründete Nottebohm mit 36 anderen Hamburger Kaufleuten die Hamburger Vereinigung der Guatemala-Firmen, die unter der Führung von Schlubach & Co. 1921 die Rückgabe erreichen konnte. 1925 erhielt Nottebohm in Guatemala das Alleinverkaufsrecht für Stickstoffdünger in Zentralamerika und im selben Jahr wurde ein eigenes Bankhaus vor Ort gegründet. In der Weltwirtschaftskrise von 1929 und der Bankenkrise von 1931 wurde Nottebohm zwar von Devisenverlusten und Preisverfall getroffen, seine Firmen überstanden die Zeit aber ohne größere Schäden. 1931 konnten Anteile an der Verapaz-Eisenbahn übernommen werden und 1934 produzierte Nottebohm Hermanos auf eigenen rund 4500 Ha über 1500 t Kaffeebohnen.
Im aufkommenden Nationalsozialismus traten trotz Druckes weder Nottebohm in Hamburg noch seine Brüder in Guatemala der NSDAP bzw. deren Auslandsvereinigungen bei. Nottebohm selbst galt als apolitischer Kaufmann. Als sich 1936 nationalsozialistische Parteifunktionäre in Guatemala über Mitarbeiter beschwerten, wurde Nottebohm in Hamburg sogar zum Verhör einbestellt.
Noch 1937/38 führte Nottebohm die Liste deutscher Kaffee-Exporteure in Guatemala mit 15 % der Gesamterntemenge des Landes und einer exportierten Kaffeebohnen-Menge von über 8000 t aus eigenen Plantagen und Beteiligungen an. Bereits 1937 lösten jedoch die seit 1931 in das Unternehmen eingetretenen Söhne der Brüder von Carl L. Nottebohm, Hans (seit 1931) und Karl-Heinz (seit 1934) zusammen mit ihrem verbliebenen Onkel Friedrich das Unternehmen Nottebohm Hermanos vom Stammhaus in Hamburg durch Zahlung in Höhe von 270.000 US-Dollar an Carl Nottebohm.
Im Juni 1944 wurde in Folge des Zweiten Weltkrieges die Firma Nottebohm Hermanos auf Betreiben der USA von der Regierung Guatemalas enteignet.
Durch seinen Tod 1945 blieb es Carl L. Nottebohm erspart, die ergebnislosen Rückgabeansprüche der Familie in der Nachkriegszeit miterleben zu müssen.

## Ehrenamt
Vom 17. Dezember 1928 bis zum 31. März 1937 war er Mitglied der Handelskammer Hamburg. Von 1930 bis 1933 Vizepräses und stellvertretender Vorsitzender der Kammersektion für Warenhandel und Handelsgebräuche, bekleidete er vom 2. Januar 1931 bis zum 15. Juni 1933 das Amt des Präses der Handelskammer und vertrat als solcher die Kammer in der Deputation für Handel, Schifffahrt und Gewerbe.
Am 5. Februar 1933 beteiligte er sich in den Hamburger Nachrichten an einer kritischen Note Hamburger Unternehmer gegen die nationalsozialistische Wirtschaftspolitik: „Gerade wir in Hamburg empfinden immer mehr die Einseitigkeit, mit der eine falsch geleitete Handels- und Wirtschaftspolitik die binnenländischen und landwirtschaftlichen Interessen zu wahren sucht, ohne dass sie dabei berücksichtigt, dass Deutschland, wenn es seine führende Stellung in der Welt wieder erlangen will, dies nicht auf dem Wege über einen geschlossenen Handelsstaat erreichen kann.“
Vier Monate später wurde er als Präses durch das NSDAP-Mitglied Hermann Hübbe ersetzt, blieb aber bis zu seinem Ausscheiden aus der Handelskammer 1937 Vizepräses.
Von 1918 bis zu seinem Tode war er Mitglied des Aufsichtsrates der Deutschen Schiffsbeleihungs-Bank Hamburg. Weiterhin gehörte er den Aufsichtsräten der Commerzbank, der Hamburgischen Bank von 1923, der Hamburger Freihafen-Lagerhausgesellschaft und der Hamburgischen Elektrizitäts-Werken an.
Nottebohm war Mitglied des Zentralausschusses der Reichsbank in Berlin, Beigeordneter des Bezirksausschusses Hamburg der Reichsbank und Mitglied des Vorläufigen Reichswirtschaftsrates.